# Marzena Burczycka-Woźniak
Marzena Burczycka-Woźniak (ur. 2 czerwca 1949 w Poznaniu) – dziennikarka, redaktorka, żona dziennikarza Tadeusza Woźniaka, autorka książek popularnonaukowych.

## Życiorys
W 1973 roku ukończyła studia polonistyczne na Uniwersytecie Gdańskim. Swoje pierwsze artykuły publikowała w miesięczniku „Litery”. Od 1974 do 1975 roku pracowała w redakcji „Tygodnika Morskiego”, a przez następne 6 lat była publicystką w dziale kulturalnym periodyku „Czas”. Niektóre publikacje M. Burczyckiej-Woźniak drukowane w tym czasopiśmie, na przykład wywiad ze Stanisławem Kociołkiem, miały charakter ogólnopolski. Po wprowadzeniu stanu wojennego dziennikarka została pozbawiona prawa do wykonywania swojej profesji. Jedenastu pracowników zostało usuniętych z redakcji „Czasu”, pozostałych zatrudniono w nowym periodyku „Wybrzeże”.
W latach 1982–1988 prowadziła ze swoim mężem warsztat rzemieślniczy. W 1989 roku powróciła do zawodu, biorąc udział w reaktywowaniu czasopisma „Pielgrzym”, które powróciło do druku po 50 latach.
W 2006 roku Marzena Burczycka-Woźniak objęła funkcję zastępcy redaktora naczelnego dwutygodnika diecezji pelplińskiej „Pielgrzym”. Dodatkowo redagowała od 1995 roku miesięcznik parafialny „Zacheusz” przy parafii w Gdyni-Witominie. Związana była z periodykami: „Odra”, „Pomerania”, „Życie literackie”. Specjalizuje się w wywiadach.

## Publikacje książkowe
- Reportażu stamtąd nie będzie: rozmowy z biblistą ks. biskupem prof. Janem Szlagą (1995)[6], (1996)[6]
- Ojca Grande przepisy na zdrowe życie. Cz. 1 (2002)[7], (2011)[8];
- Ojca Grande przepisy na zdrowe życie. Cz. 2 (2002)[9], (2011)[10];
- Ojca Grande przepisy na zdrowe życie. Cz. 3 (2007)[11], (2011)[12];
- Ojca Grande przepisy na zdrowe życie. Cz. 4 (2017)[13]
- Na początku była miłość… (2004)[14]
- Znani nieznani: opowieści o gdańszczanach (2004)[15];
- Znani nieznani: opowieści o gdańszczanach. 2 (2005)[16];
- Znani nieznani: opowieści o gdańszczanach. 3 (2006)[17];
- Prawda i prawo (2008)[18];
- Źródło: opowieści o ojcach pustyni (2015)[19]